# Pokrywy (botanika)

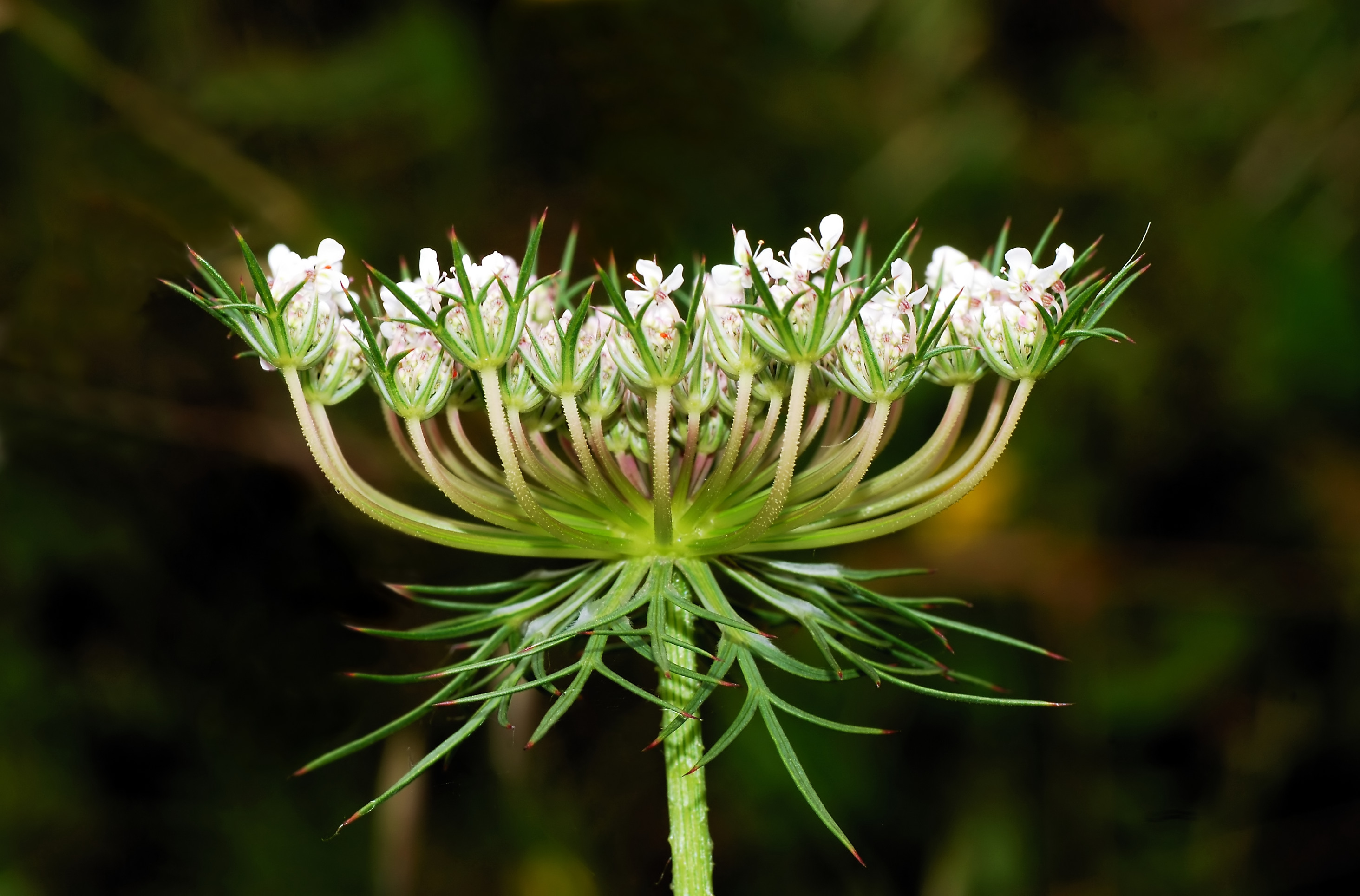
Podzielone pokrywy u marchwi zwyczajnej

Pokrywy (łac. bracteae involucri, ang. involucral bracts) – rodzaj podsadek, czyli listków wyrastających u podstawy kwiatostanu. Pokrywy wyrastają u nasady baldacha złożonego w rodzinie selerowatych (baldaszkowatych). Występowanie pokryw, ich morfologia i wielkość ma znaczenie przy oznaczaniu niektórych gatunków tych roślin. 